# Берг, Карл Эмиль
Карл Эмиль Берг (фин. Karl Emil Berg; 16 сентября 1869, Лаппеэнранта — 22 июня 1921, Хельсинки) — финский военный и государственный деятель. Министр обороны Финляндии (1919—1920). Генерал-майор.

## Биография
Родился незаконнорождённым от Отто Нюберга и Марии Рёнккё.
Выпускник Финляндского кадетского корпуса. С 1892 года служил в Русской императорской армии пехотным офицером. Продолжил учёбу в Павловском военном училище и Николаевской академии Генерального штаба.
После Свеаборгского восстания, сопровождавшегося рабочими волнениями в Гельсингфорсе в 1906 году, был назначен столичным начальником полиции и восстановил порядок, существовавший при Финляндском генерал-губернаторе Н. Бобрикове. Ушёл в отставку в 1911 году из-за разногласий с генерал-губернатором Францем-Альбертом Зейном. В 1908 году стал полковником.
После начала Первой мировой войны в 1914 году был мобилизован и назначен начальником штаба различных пехотных соединений, в 1917 году стал заместителем начальника канцелярии генерал-губернатора.
Сделал успешную карьеру в Императорской Российской армии и занимал ключевые посты в Силах обороны Финляндии с 1918 по 1921 год. Как и многие другие финские офицеры, Берг покинул русскую армию в революционном 1917 году и вернулся в Финляндию, был назначен начальником канцелярии генерал-губернатора, стал членом военного комитета и начал заниматься обучением гвардии Финляндской Республики.
Участник Гражданской войны в Финляндии. Весной 1918 года был начальником так называемой школы боевых прапорщиков и начальником штаба командующего вооружёнными силами. В том же году стал генерал-майором, а после окончания войны служил начальником штаба главнокомандующего армии Финляндии.
С августа 1919 по март 1920 года занимал пост военного министра Финляндии, в 1920 году был назначен начальником штаба армии. В июне 1921 года из-за скандала в высших кругах армии покончил с собой. Берг застрелился всего через два дня после назначения главнокомандующим силами безопасности страны.